# Перловцы
Перловцы (укр. Перлівці) — село в Галичской городской общине Ивано-Франковского района Ивано-Франковской области Украины.
Население по переписи 2001 года составляло 106 человек. Занимает площадь 3,169 км². Почтовый индекс — 77150. Телефонный код — 03431.